# Brooklyn Baby
„Brooklyn Baby“ je píseň americké zpěvačky a skladatelky Lany Del Rey. Byla vydána dne 8. června 2014 a stala se třetím propagačním singlem z jejího třetího studiového alba Ultraviolence ve vydavatelstvích Polydor a Interscope. Napsala ji Del Rey s pomocí svého bývalého přítele Barrie O'Neilla. Produkce se ujal Dan Auerbach. Píseň vyšla pár dní před vydáním alba stejně jako předchozí propagační singly Shades of Cool a Ultraviolence. Jedná se o dream popovou a soft rockovou baladu ovlivněnou jazzem a rockem a je dlouhá 5 minut a 52 sekund. Písni se dostalo velmi pozitivního hodnocení.

## Vydání
27. května 2014 byl úryvek slyšet spolu s úryvky Shades of Cool a Ultraviolence v exkluzivním propagačním videu na iTunes. Del Rey prostřednictvím Instagramu oznámila, že skladba bude sloužit jako druhý propagační singl od Ultraviolence, který vyjde 8. června téhož roku. 
Lana uvedla v rozhovoru pro The Guardian že píseň napsala ve vzpomínkách na Lou Reeda, s kterým měla spolupracovat, jenže těsně před jejich setkáním náhle zemřel.
Píseň vyšla 8. června 2014. Text obsahuje satirické prvky zaměřené na hipsterskou subkulturu.

## Přijetí kritikou
Píseň se setkala s širokým ohlasem kritiky. Miriam Coleman z Rolling Stone ji popsala jako „zasněnou píseň“. Duncan Cooper z The Fader uvedl, že Brooklyn Baby je nejvýraznější skladbou Ultraviolence, a chválil její textovou stránku. Sharan Shetty ze Slate pochválila melodii písně, ovšem vokály označila za nedostatečné. Píseň se umístila na dvacátém druhém místě v žebříčku 50 nejlepších písní roku 2014 časopisu Rolling Stone.

## Hudební příčky
| Žebříček (2014)                                | Nejvyšší umístění |
| ---------------------------------------------- | ----------------- |
| Austrálie (ARIA)                               | 35                |
| Belgie (Ultratop 50 Wallonia)                  | 32                |
| Finsko (Suomen virallinen latauslista)         | 6                 |
| Francie (SNEP)                                 | 33                |
| Itálie (FIMI)                                  | 50                |
| Kanada (Canadian Hot 100)                      | 60                |
| Nizozemsko (Single Top 100)                    | 87                |
| Nový Zéland (Recorded Music NZ)                | 19                |
| Rakousko (Ö3 Austria Top 40)                   | 64                |
| Rusko (Lenta)                                  | 10                |
| Španělsko (PROMUSICAE)                         | 36                |
| Švýcarsko (Schweizer Hitparade)                | 16                |
| Spojené království (Official Charts Company)   | 86                |
| USA (Billboard Bubbling Under Hot 100 Singles) | 1                 |

## Historie vydání
| Region      | Datum          | Vydavatelství       | Reference |
| ----------- | -------------- | ------------------- | --------- |
| Celosvětově | 8. června 2014 | Interscope, Polydor | [ 9 ]     |